# David Starčević
David Starčević (Žitnik, 17. rujna 1840. – Jastrebarsko, 18. prosinca 1908.) bio je hrvatski pravnik i političar.

## Životopis
David Starčević rođen je u Žitniku 1840. godine. Sinovac je Ante Starčevića. Doktorirao je pravo u Budimpešti 1869., bio je suplent zagrebačke Klasične gimnazije od 1865. godine, a otpušten je 1871. godine zbog protuaustrijskih stavova te sumnje za sudioništvo u Rakovičkoj buni. Od 1873. godine odvjetnik je u Jastrebarskom. Jedan je od najaktivnijih pravaša nakon obnove stranke [[1878.] godine]; zastupnik u Hrvatskom saboru 1881. godine. Kao gorljiv protivnik Héderváryjeve politike biva najpopularniji hrvatski oporbeni političar. Na saborskoj sjednici 5. listopada 1885. godine fizički je napao bana Khuena (popularni “Saborski vritnjak”), čime se je hvalio, a jer je ban u javnosti opovrgavao događaj, bio je zbog klevete osuđen na šest mjeseci zatvora. U doba raskola Stranke prava (1895.) pristupio je Domovinašima, a 1898. godine ulazi u Frankovu Čistu stranku prava, ali se ubrzo potpuno povlači iz politike. Zbog progona i zatvaranja štovan je kao stradalnik za hrvatske nacionalne ciljeve.
Godine 1883. kotarski ga je zastupnik Slavoljub Jansa optužio “da je Stranka prava u lakovjernu masu naroda «nečuvene stvari proturila» te između ostalog i vijest «da je prorok David Starčević od ruskoga cara sto hiljada vojske dobio, a ta da je na granici magjarskoj u tu svrhu da magjare potuče, a u korist našega cara, koga narodna stranka kao prijateljica magjara ne štiti»”.

## Saborski vritnjak Khuenu Héderváryju
U saborskoj raspravi 5. listopada 1885. godine ban Khuen Héderváry opravdavao je nezakonito otuđenje tzv. Komorskih spisa koji su nezakonito odnešeni u Mađarsku. Izbila je žestoka svađa i Héderváry je u jednom trenutku krenuo iz sabornice, ali David Starčević rekao je Josipu Gržaniću da banu ne da samo tako izaći van pa je Gržanić krenuo za njim i izgurao ga iz sabornice pritom ga udarivši nogom u stražnjicu. Nakon tih događaja u sabornici David Starčević, Eugen Kumičić i Josip Gržanić bili su odmah pritvoreni. Khuenove pristaše su po svaku cijenu htjeli dokazati da nitko nije udario niti mogao udariti »preuzvišenoga gospodina bana«. Ali pravaš Grga Tuškan, odnosno do 5. listopada dr. Grga Tuškan, u istražnome je zatvoru (10. listopada 1885.) izjavio: »Ja držim da je udaren Preuzvišeni g. ban nogom...«. Grgi Tuškanu je nakon toga oduzeta doktorska titula kao i Davidu Starčeviću i osuđeni su na 6 mjeseci zatvora. Završetak suđenja popratili su žestoki prosvjedi građana u Zagrebu.

## Djela
- Slaviteljem Jelačića bana, Tisak Lav. Hartmana i družbe, Zagreb, 1870.[5]
- Govor što ga je u sednici Sabora hrvatskoga 27. kolovoza ove godine za opravdanje reči "soba" izustio g. dr. David Starčević: (po stenografičkih biležkah), Tiskara dra. Davida Starčevića i drugovah, Zagreb, 1884.[5]
- Govor što ga je u sednici sabora hrvatskkoga 3. sečnja ove godine ob indemnitetu izustio g. dr. David Starčević: (Po stenografičkih biležkah.), Tiskara dra. Davida Starčevića i drugovah, Zagreb, 1885.[5]

## Citati
Od žestokog Ilirca, koji »čita, uči na pamet sve ilirske spise, svom žestinom zanesena mladića«, Starčević tako postaje beskompromisan Hrvat, »koji neustrašivo brani slavnu hrvatsku povijest i ljubomorno čuva odlike staroga hrvatskog jezika« (David Starčević).

## Vanjske poveznice
- Smiljana Rendić, Izlazak iz genitiva ili drugi hrvatski preporod, Hrvatsko kulturno vijeće
- Poznati izdanci loze Ante Starčevića. Političari, umjetnici. Pravaški gorostas dr. David Starčević, str. 30., piše Mirjana Greblo, Vila velebita: časopis za Liku i Velebitsko primorje, br. 11(103), prosinac 2006.
- Google Knjige Vid Došen: Aždaja sedmoglava, bojnim kopljem udarena i nagerdjena, iliti sablast griha na sedam glavnih grihah razdiljenoga oštrom istinom pokarana i prikorena; A drugačije ukor malovridnostih čovičanskih postavljen u jednu knjigu, koju sabra, sličnorično izpisa, i na svitlo dade Vid Došen, dalmatin od mora velebitskoga, sl. biskupata zagrebskoga misnik, župe dubovičke u vitežkoj krajini slavonskoj brodskoj duševni upravitelj i pastir; (a drugiput na vidik iznese David Starčević), Zagreb, 1865.